# Sucumbíos (kanton)
Sucumbíos – kanton w prowincji Sucumbíos, w Ekwadorze. Stolicą kantonu jest La Bonita.